# 赤科山蜜香紅茶
赤科山蜜香紅茶（英語：Chikeshan Honey Scented Black Tea），產區為臺灣花蓮縣玉里鎮赤科山，生長海拔高度約莫在800至1200公尺之間，赤科山與富里鄉六十石山乃台灣海岸山脈唯二的產茶區。

## 沿革
不同於台灣西部新竹、苗栗丘陵區的茶農，東部地區的茶農採用青心烏龍、大葉烏龍、金萱、翠玉來製作茶葉，期間經過小綠葉蟬叮咬後的茶葉來製作蜜香紅茶，製作出來的紅茶以自帶濃郁果香且不含苦澀味為特點。
花蓮縣最大茶區瑞穗鄉舞鶴村，茶園面積約為一百公頃，此區夏季以產蜜香紅茶與蜜香綠茶聞名；玉里鎮境內的赤科山亦具備種植蜜香紅茶的歷史，但由於赤科山早期屬林務局法定造林地，僅限種植林木與金針花，無法大規模契作其他經濟作物，赤科山自民國100年（2011）解編，林務局開放部分土地從事農牧業工作，玉里鎮公所在民國104年（2015）承接解編程序，期間陸續改善對外道路交通，也展開赤科山蜜香紅茶的推廣業務。
玉里鎮茶葉種植面積約五十公頃，茶農過去多販售茶青（原料）為主，銷售價值並不高；玉里鎮公所為輔導產地建立品牌的形象，便於民國105年（2016）起舉辦「第一屆赤科山蜜香紅茶評鑑」以拓展銷路，漸漸打響名號。

## 獎項
- 「花蓮蜜香紅茶比賽」：民國107年（2018），赤科山茶農赴瑞穗鄉參與花蓮縣政府主辦的比賽，奪得「一金、二銅、五優良」的成績。[5]
- 「赤科山蜜香紅茶評鑑」：由玉里鎮公所自民國105年（2016）開辦，迄於民國107年（2018）為止，已順利舉辦三屆。[6]
- 「花蓮縣蜜香紅茶製茶技術競賽」：由花蓮縣瑞穗鄉農會主辦，赤科山茶農有黃文諄、陳文忠與黎振祥三人獲獎。[7]

## 歷屆赤科山蜜香紅茶評鑑得主
赤科山蜜香紅茶評鑑比賽，主辦單位為玉里鎮公所。

### 第一屆（2016）
- 金牌獎：黎振祥、陳思彤
- 銀牌獎：陳錦竹、伊禾茶、黎振祥
- 銅牌獎：葉秀蓮、翁武豪、黃文諄、陳思彤、陳錦竹[8]

### 第二屆（2017）
- 金牌獎：陳文忠
- 銀牌獎：楊玉梅、陳思彤、陳文忠
- 銅牌獎：謝玲玲、陳期泓、陳錦竹、赤科黎明農園、陳文忠、葉秀蓮、翁武豪[4]

### 第三屆（2018）
- 金牌獎：巫智明、楊玉梅、伊禾茶、黃文諄、陳文忠
- 銀牌獎：陳期泓、黎振祥、蘇美燕、巫智明、巫進輝、高成茶園、陳文忠
- 銅牌獎：高成茶園、陳文忠、葉秋蘭、巫智明、蘇美燕、巫進輝、葉秀蓮、黃文諄[6]

## 圖輯
第三屆赤科山蜜香紅茶評鑑過程，活動日期：2018年10月12日。

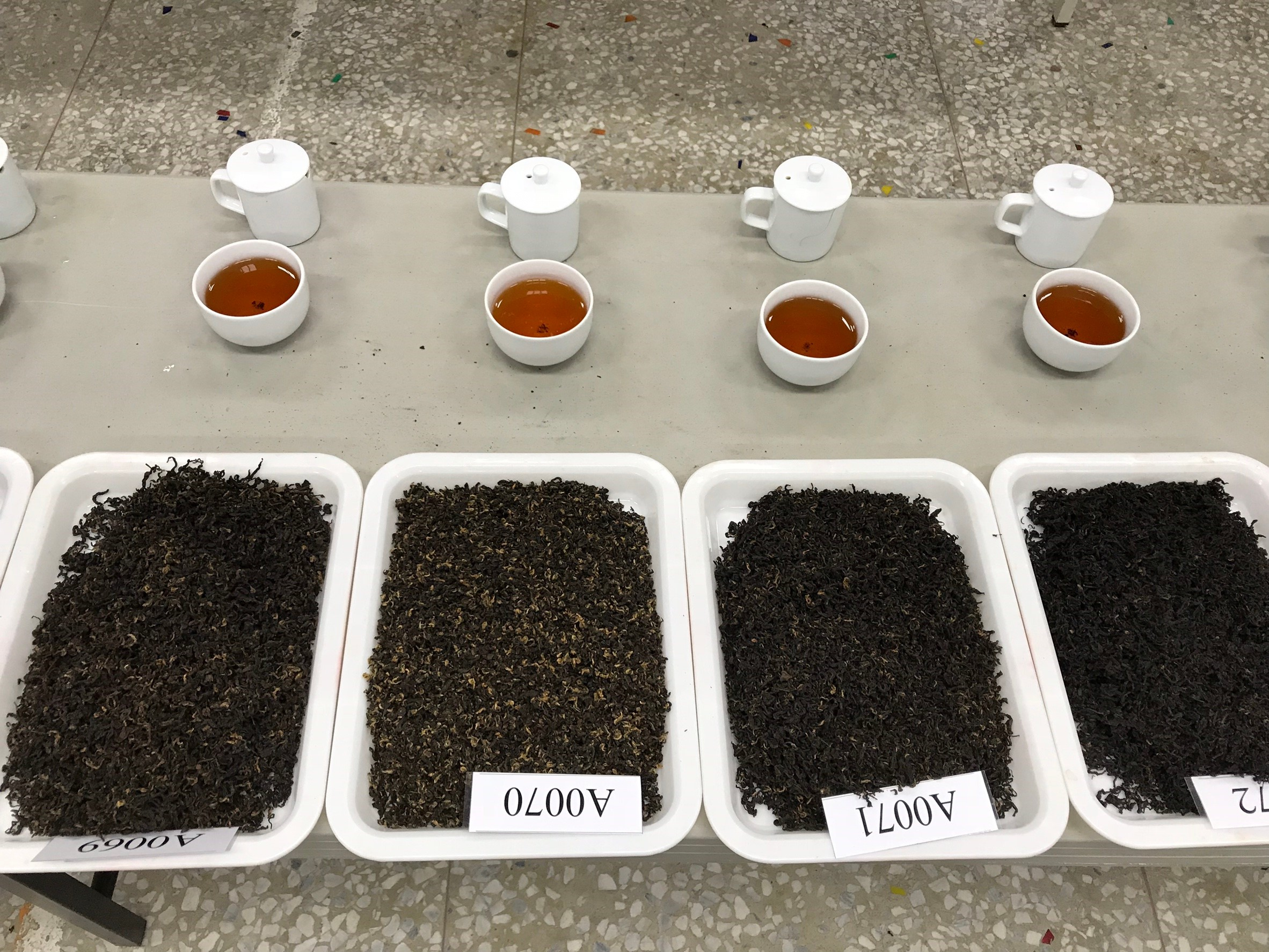
評鑑茶葉
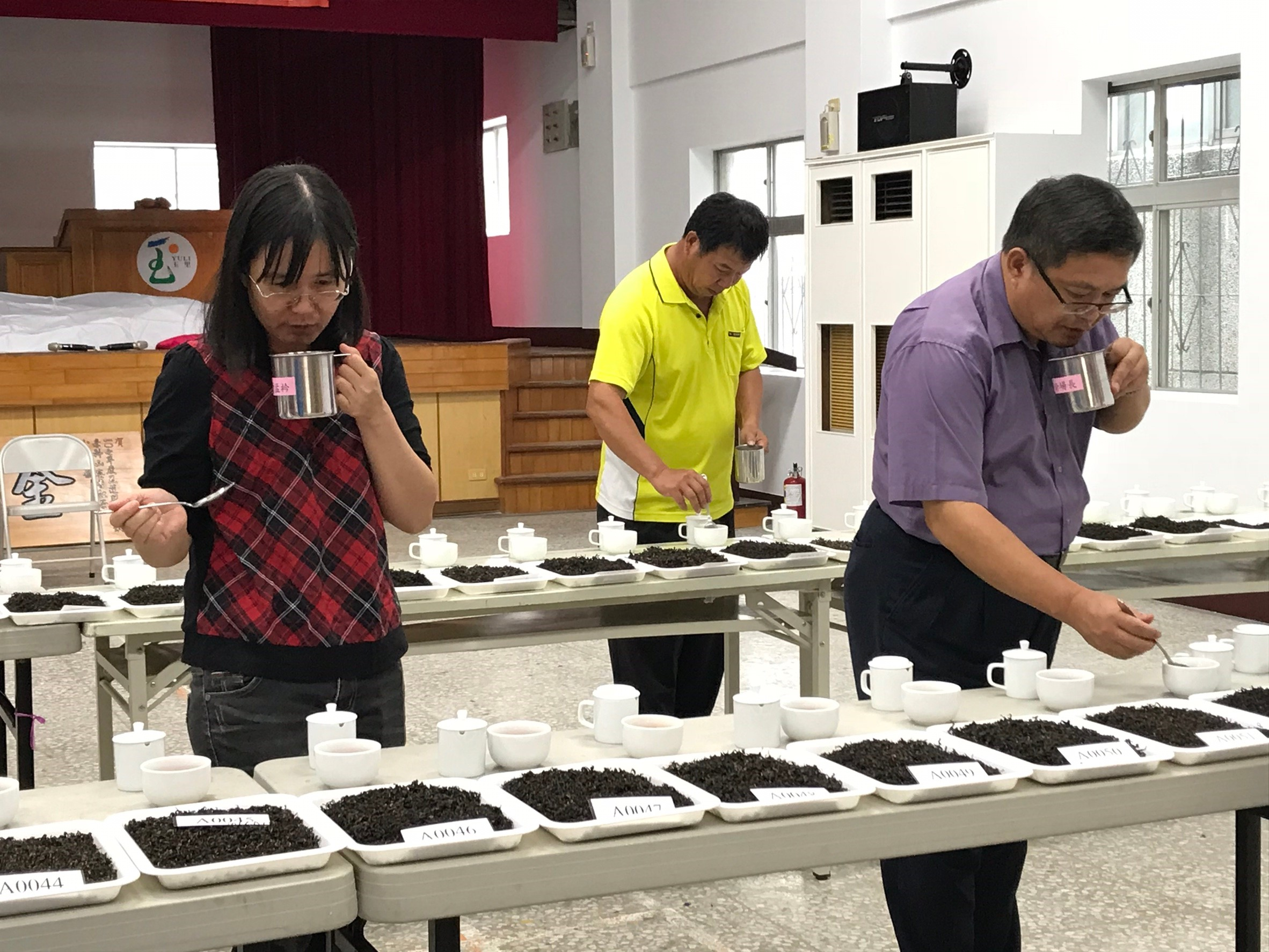
評審過程
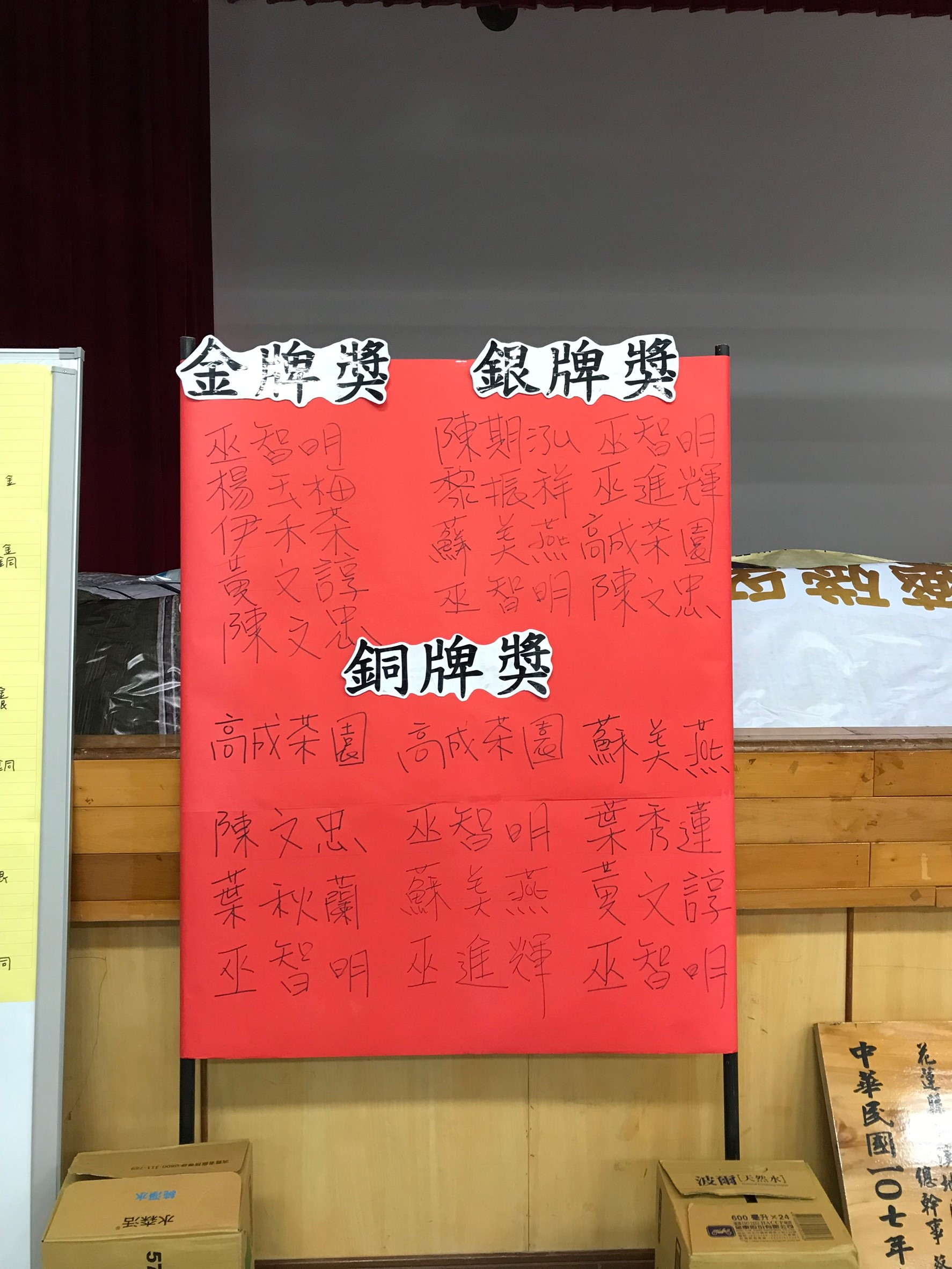
名次公布

第三屆赤科山蜜香紅茶評鑑頒獎會，活動日期：2018年12月6日。

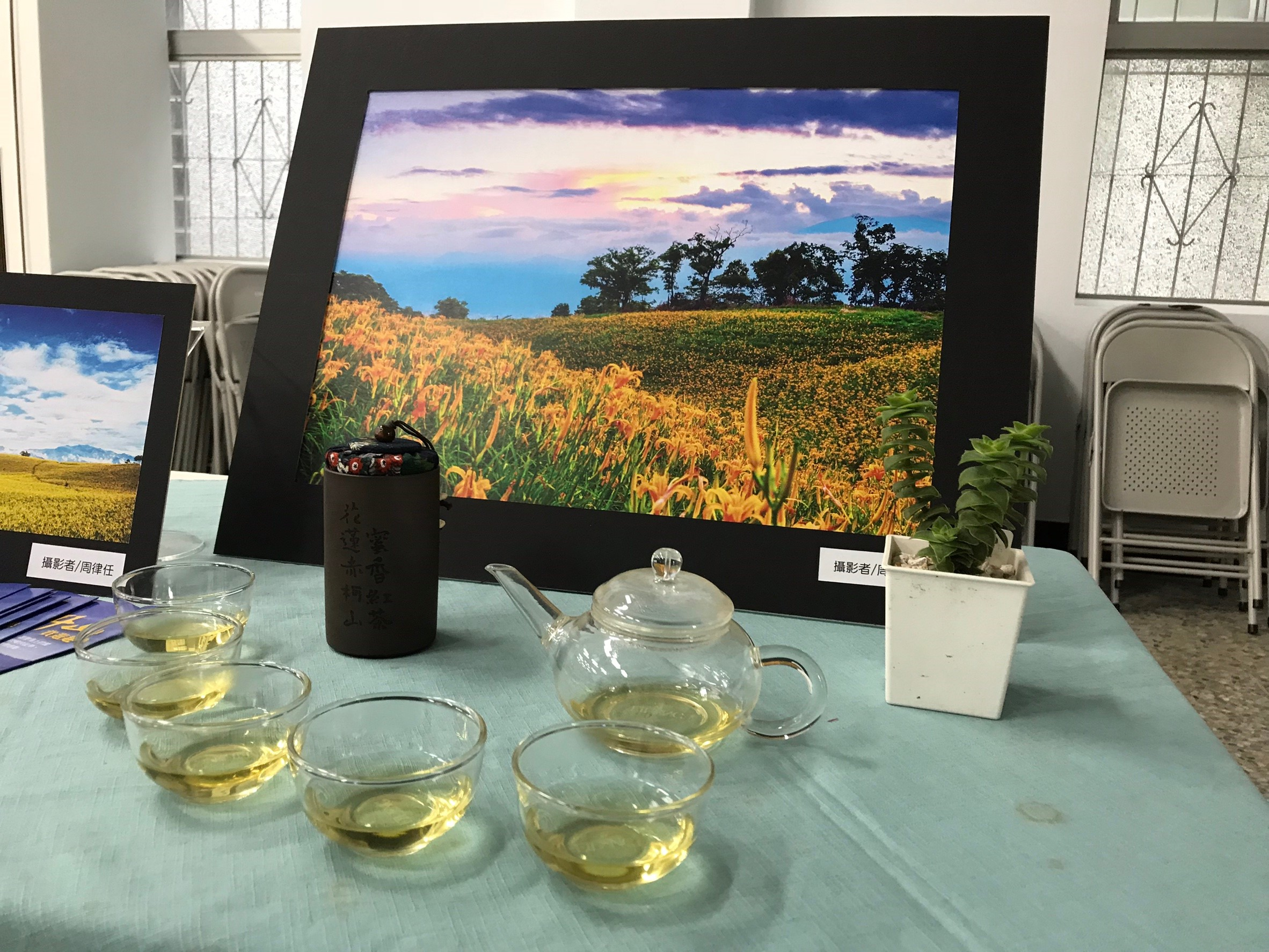
赤科山景與茶品
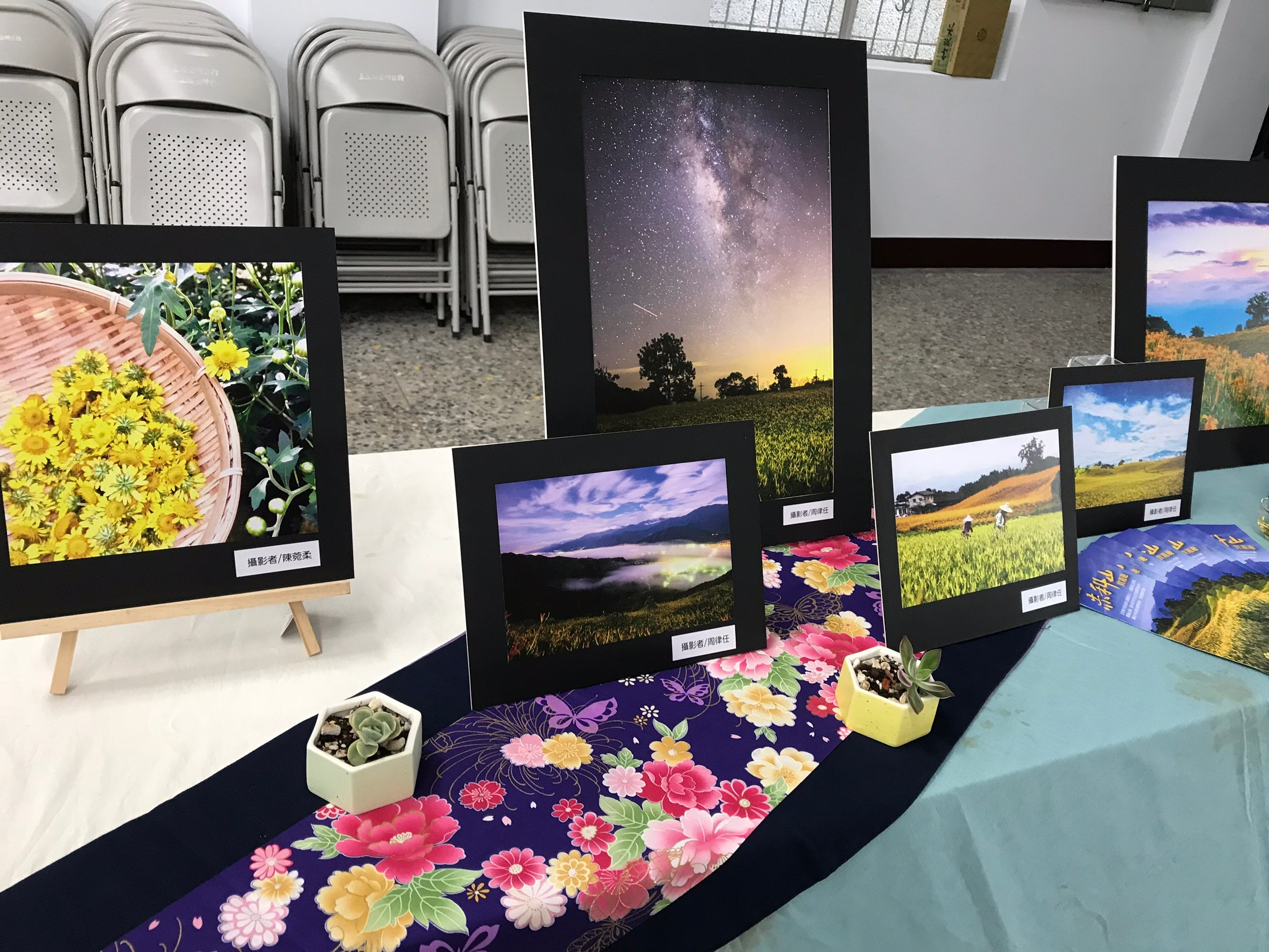
赤科山山景
玉里鎮長龔文俊
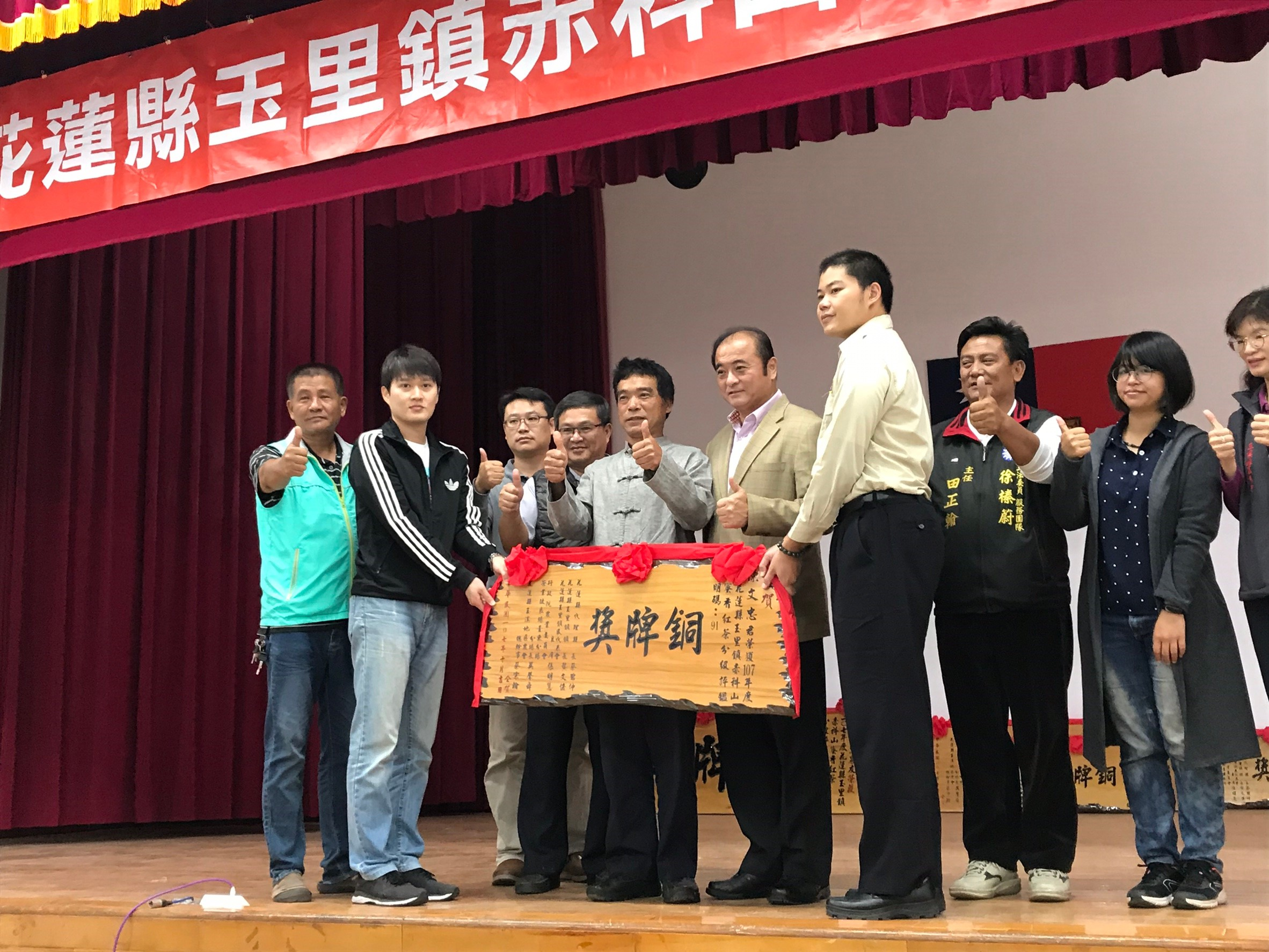
頒獎典禮
頒獎典禮
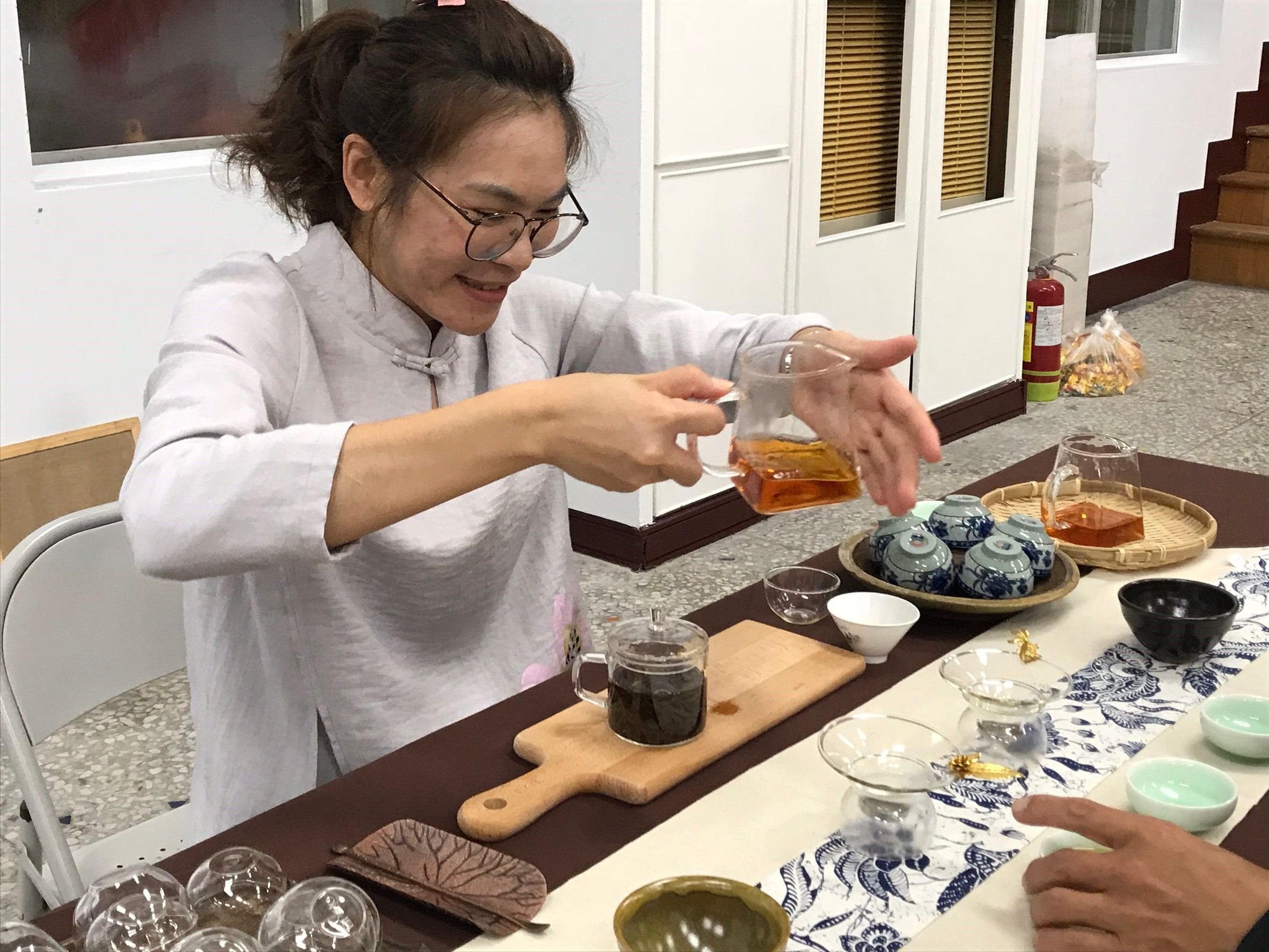
現場品茗活動

## 外部連結
- 玉里鎮公所 （页面存档备份，存于）